# 1973 год в науке
В 1973 году были различные научные и технологические события, некоторые из которых представлены ниже.

## Достижения человечества

### Открытия
Создана теория сильного взаимодействия.

### Изобретения
- Ethernet: Роберт Меткалф и Дэвид Боггс.
- Радиочастотная идентификация (RFID): Марио Кардулло.
- Мобильный телефон: Мартин Купер.

### Новые виды животных
- Животные, описанные в 1973 году

## Награды
- Нобелевская премия
  - Физика — Брайан Дэвид Джозефсон (1/2 премии) «За теоретическое предсказание свойств тока, проходящего через туннельный барьер, в частности явлений, общеизвестных ныне под названием эффектов Джозефсона»; Лео Эсаки (1/4 премии), Айвар Джайевер (1/4 премии) «За экспериментальные открытия туннельных явлений в полупроводниках и сверхпроводниках».
  - Химия
  - Физиология и медицина
- Премия Бальцана
- Премия Тьюринга
  - Чарльз Бахман — за его выдающийся вклад в технологии баз данных.
- Большая золотая медаль имени М. В. Ломоносова
  - Александр Павлович Виноградов — за выдающиеся достижения в области геохимии.
  - Владимир Зоубек (академик Чехословацкой академии наук) — за выдающиеся достижения в области геологии.

Другие награды АН СССР
- Премия имени Г. В. Плеханова — Борис Александрович Чагин — советский философ, член-корр АН СССР — за разработку вопросов ленинского этапа развития философии марксизма философского наследия Г. В. Плеханова в трудах «Ленин о роли субъективного фактора в истории», «Субъективный фактор. Структура и закономерности», «Г. В. Плеханов и его роль в развитии марксистской философии»[1].

## Скончались
- 28 июля — Мэри Элен Чейз (род. 1887), американский писатель, учёный и педагог.